# Membracoidea
Super-famille
Synonymes
Cicadelloidea
Les Membracoidea sont une super-famille d'insectes hémiptères du sous-ordre des Auchenorrhyncha et de l'infra-ordre des Cicadomorpha.
Selon ITIS, la super-famille admet un synonyme invalide : les Cicadelloidea.

## Familles
Aetalionidae - Cicadellidae - Eurymelidae - Hylicidae - Melizoderidae - Membracidae - Myerslopiidae - Ulopidae